# Liste der Biografien/Pil
Liste der Biografien |
Portal Biografien |
Personensuche
# |
A |
B |
C |
D |
E |
F |
G |
H |
I |
J |
K |
L |
M |
N |
O |
P |
Q |
R |
S |
T |
U |
V |
W |
X |
Y |
Z |
?
 
Pa |
Pc |
Pe |
Pf |
Ph |
Pi |
Pj |
Pk |
Pl |
Pm |
Pn |
Po |
Pr |
Ps |
Pt |
Pu |
Pv |
Pw |
Py
 
Pia |
Pib |
Pic |
Pid |
Pie |
Pif |
Pig |
Pih |
Pii |
Pij |
Pik |
Pil |
Pim |
Pin |
Pio |
Pip |
Piq |
Pir |
Pis |
Pit |
Piu |
Piv |
Piw |
Pix |
Piy |
Piz
Die Liste der Biografien führt alle Personen auf, die in der deutschsprachigen Wikipedia einen Artikel haben. Dieses ist eine Teilliste mit 477 Einträgen von Personen, deren Namen mit den Buchstaben „Pil“ beginnt.

## Pil

### Pila
- Pila, Jonathan (* 1962), australischer Mathematiker
- Pilacorte, Giovanni Antonio (1455–1531), italienisch-schweizerischer Bildhauer der Renaissance
- Pilafian, Sam (1949–2019), US-amerikanischer Tuba-Spieler
- Piland, Jeanne (* 1945), US-amerikanische Opernsängerin (Mezzosopran)
- Pilar Seehawer, Magda del (* 1946), kubanische Malerin und Textilkünstlerin
- Pilar von Pilchau, Adolf (1851–1925), livländischer Landmarschall und deutsch-baltischer Politiker
- Pilar von Pilchau, Georg Ludwig (1767–1830), deutsch-baltischer Adelsmann
- Pilar von Pilchau, Gustav Friedrich (1798–1862), russischer Generalleutnant und Landespolitiker
- Pilar von Pilchau, Karl Magnus (1791–1861), russischer Generalleutnant
- Pilar von Pilchau, Nikolai Gustawowitsch (1831–1886), russischer Generalleutnant
- Pilar von Pilchau, Reinhold Friedrich (1781–1860), Landmarschall
- Pilar, Gjuro (1846–1893), österreichisch-ungarischer Geologe und Mineraloge
- Pilar, Gregorio del (1875–1899), General der Philippinischen Revolution und des Philippinisch-Amerikanischen Krieges
- Pilar, Ivo (1874–1933), jugoslawischer Jurist, Politiker, Schriftsteller, Historiker, Rechtsanwalt, Ökonom und Publizist
- Pilar, Josephine Pilars de (* 1967), deutsche Opernsängerin (Sopran)
- Pilař, Karel (* 1977), tschechischer Eishockeyspieler
- Pilar, Marcelo H. del (1850–1896), philippinischer Journalist, Satiriker und Propagandist
- Pilar, Mario (* 1927), französischer Schauspieler
- Pilar, Milan (* 1934), deutscher Jazz- und Unterhaltungsmusiker tschechoslowakischer Herkunft
- Pilar, Roman († 1937), Mitglied der Tscheka-GPU-OGPU-NKWD
- Pilař, Václav (* 1988), tschechischer Fußballspieler
- Pilar, Walter (1948–2018), österreichischer Schriftsteller, Grafiker und bildender Künstler
- Pilarczyk, Daniel Edward (1934–2020), US-amerikanischer Geistlicher, römisch-katholischer Erzbischof von Cincinnati
- Pilarczyk, Helga (1925–2011), deutsche Opernsängerin (Sopran)
- Pilarczyk, Ryszard (* 1975), polnischer Sprinter
- Pilarczyk, Ulrike (* 1956), deutsche Erziehungswissenschaftlerin
- Pilard, Arthur (* 1996), französischer Radrennfahrer
- Pilarick, Stephan (1615–1693), ungarischer Philosoph, evangelischer Theologe und Pfarrer in Neu-Salza
- Pilarik, Johann Gottfried (1705–1764), deutscher Superintendent und Kirchenlieddichter
- Pilars de Pilar, Antonia (1872–1946), Hofdame in Mecklenburg-Schwerin
- Pilars de Pilar, Carol (* 1961), deutsche Künstlerin
- Pilars de Pilar, Ladislaus (1874–1952), polnisch-deutscher Dichter und Industrieller
- Pilars, Juan († 1521), italienischer Bischof
- Pilarski, Franz (1906–1985), deutscher KPD- und DBD-Funktionär, Widerstandskämpfer
- Pilarski, Simon (* 1990), deutscher Filmproduzent, Regisseur und Drehbuchautor
- Pilarsky, Günter (* 1937), deutscher Unternehmer
- Pilartz, Heinrich (1899–1968), deutscher Numismatiker
- Pilartz, Jacques (1836–1910), deutscher Fotograf
- Pilartz, Theodor Caspar (1887–1955), deutscher Bildhauer, Medailleur und Bühnenbildner
- Pilartz, Yara (* 1995), französisch-libanesische Schauspielerin
- Pilarz, Arkadiusz (1940–1995), polnischer Dokumentarfilmregisseur
- Pilarz, Józef (1956–2008), polnischer Politiker, Mitglied des Sejm
- Pilarzik, Horst (1918–1965), deutscher SS-Offizier und Lagerkommandant
- Pilaski, Julius (1803–1883), Rittergutsbesitzer, Reichstagsabgeordneter
- Pilát, Albert (1903–1974), tschechischer Mykologe
- Pilat, Ignaz (1820–1870), österreichischer Gärtner, der den Central Park in New York mitgestaltete
- Pilat, Joseph Anton von (1782–1865), deutscher Publizist
- Pilat, Stanisław (1881–1941), polnischer Chemiker
- Pilates, Joseph H. (1883–1967), deutsch-amerikanischer Körpertrainer
- Pilates, Peter (1892–1978), deutscher Politiker (Zentrum, CDU), MdL
- Pilato, Benedetta (* 2005), italienische Schwimmerin
- Pilato, Boris (1914–1997), jugoslawischer Tänzer, Choreograf, Ballettdirektor und Opernregisseur
- Pilato, Joseph (1949–2019), US-amerikanischer Schauspieler und Synchronsprecher
- Pilatou, Styliani (* 1980), griechische Weitspringerin
- Pilâtre de Rozier, Jean-François (1754–1785), französischer Physiker und einer der ersten Luftfahrtpioniere
- Pilatus, Leontius († 1365), Vermittler griechischer Sprache und Literatur zu Beginn der Renaissance
- Pilatus, Pontius, römischer Präfekt von Judäa zur Zeit Jesu von Nazaret
- Pilatus, Rob (1964–1998), deutscher Tänzer und Sänger
- Pilavachis, Georgios, griechischer Wasserballspieler
- Pilavci, Biene (* 1977), deutsch-türkische Filmemacherin
- Pilawa, Jörg (* 1965), deutscher FernsehmoderatorJörg Pilawa (* 1965)

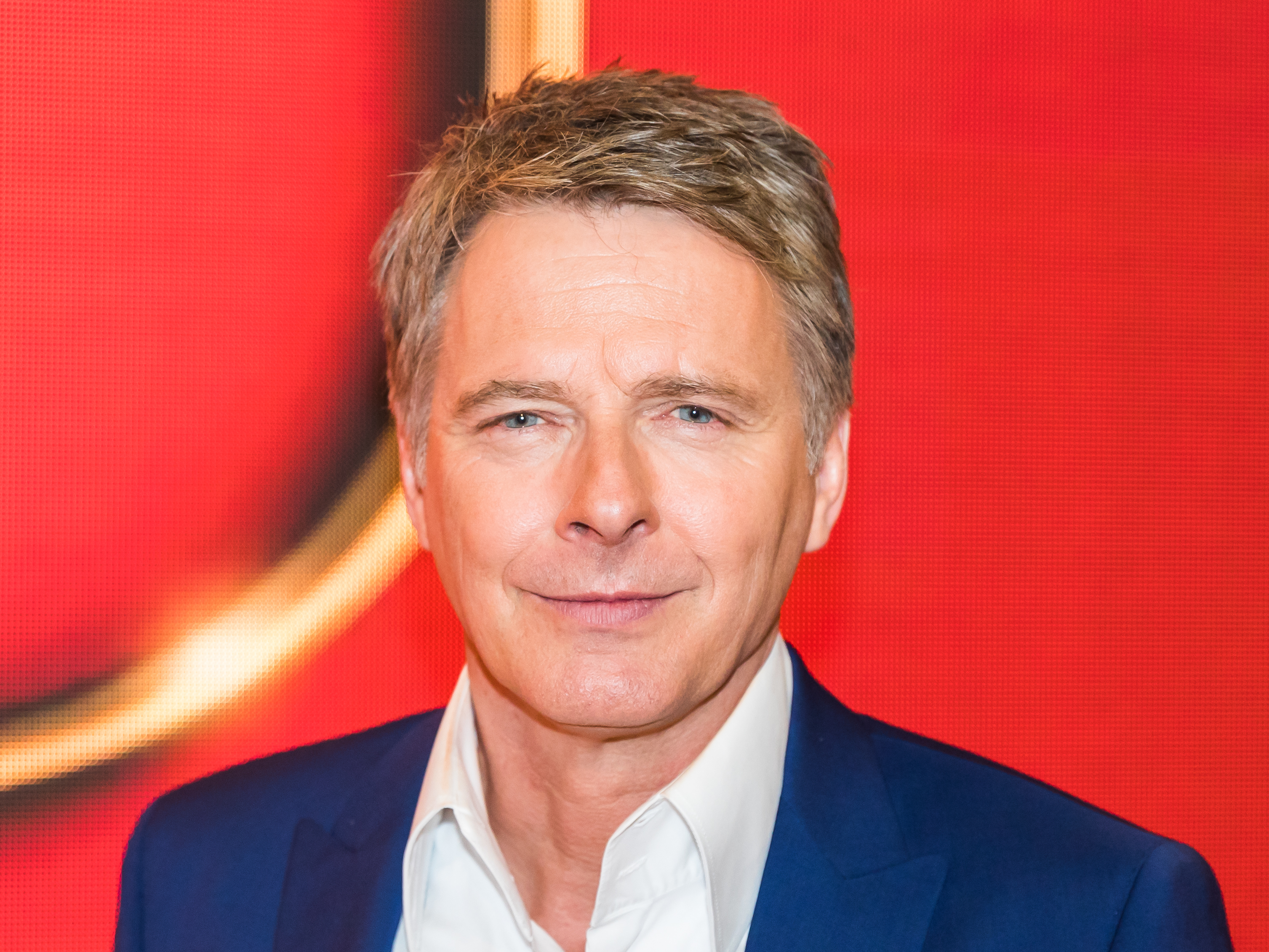
Jörg Pilawa (* 1965)

### Pilb
- Pilbeam, David (* 1940), US-amerikanischer Paläoanthropologe
- Pilbeam, Nova (1919–2015), britische Schauspielerin
- Pilblad, Lily (* 2000), US-amerikanische Schauspielerin
- Pilbrow, Ashleigh (1912–1995), britischer Hürdenläufer

### Pilc
- Pilc, Jean-Michel (* 1960), französischer Jazz-Pianist und Komponist
- Pilcer, Sonia (* 1949), US-amerikanische Schriftstellerin
- Pilčević, Radenko (* 1986), serbischer Basketballspieler
- Pilch, Adalbert (1917–2004), österreichischer Maler und Graphiker
- Pilch, Adam (1965–2010), polnischer Geistlicher und Militärgeistlicher
- Pilch, Herbert (1927–2018), deutscher Sprachwissenschaftler, Keltologe und Politiker (ÖDP)
- Pilch, Jerzy (1952–2020), polnischer Schriftsteller und Essayist
- Pilch, Lansing, US-amerikanischer Offizier, Generalmajor der US Air Force
- Pilch, Tomasz (* 2000), polnischer Skispringer
- Pilcher, Al (* 1969), kanadischer Skilangläufer
- Pilcher, Diane, US-amerikanische Opernsängerin (Mezzosopran)
- Pilcher, Ernie (1896–1980), britischer Radrennfahrer
- Pilcher, Frederick (* 1939), US-amerikanischer Astrofotograf und Astrofotometrist
- Pilcher, John Arthur (1912–1990), britischer Botschafter
- Pilcher, John Leonard (1898–1981), US-amerikanischer Politiker
- Pilcher, Lydia Dean, US-amerikanische Filmproduzentin und Unternehmerin
- Pilcher, Marc (1967–2021), britischer Frisör und Maskenbildner
- Pilcher, Percy (1866–1899), britischer Erfinder und ein Pionier der Luftfahrt
- Pilcher, Robin (* 1950), britischer Schriftsteller
- Pilcher, Rosamunde (1924–2019), britische Schriftstellerin
- Pilchowski, Robert (1909–1990), deutscher Schriftsteller
- Pilčík, Hubert (1891–1951), tschechischer Massenmörder
- Pilcz, Karlheinz (1940–2019), österreichischer Maler und Graphiker, Zeichner, Kunstpädagoge, Schriftsteller, Lokalhistoriker und Sagenforscher
- Pilczuk, Bill (* 1971), US-amerikanischer Schwimmer

### Pild
- Pilder, Hans (1885–1950), deutscher Banker

### Pile
- Pile, Chris (* 1969), britischer Informatiker
- Pile, Frederick Alfred (1884–1976), britischer General
- Pile, William A. (1829–1889), US-amerikanischer Politiker
- Pilecki, Witold (1901–1948), polnischer Soldat, WiderstandskämpferWitold Pilecki (1901–1948)

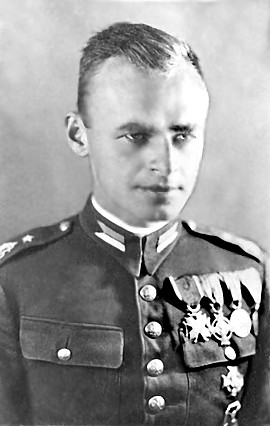
Witold Pilecki (1901–1948)

- Pileckis, Emilis (* 1990), litauischer Schachspieler
- Pileggi, Caroline (* 1977), australische Gewichtheberin
- Pileggi, Mitch (* 1952), US-amerikanischer Schauspieler
- Pileggi, Nicholas (* 1933), US-amerikanischer Journalist, Schriftsteller und Drehbuchautor
- Pilejczyk, Helena (1931–2023), polnische Eisschnellläuferin
- Pileni, Marie-Paule (* 1945), französische Physikochemikerin
- Pileri, Paolo (1944–2007), italienischer Motorradrennfahrer
- Piles, Roger de (1635–1709), französischer Maler, Graveur, Kunstkritiker und Diplomat
- Piles, Samuel H. (1858–1940), US-amerikanischer Politiker und Diplomat
- Pilet, Jacques (* 1943), Schweizer Journalist
- Pilet, Michel (1931–2006), Schweizer Manager und Jazzmusiker
- Pilet, Patrick (* 1981), französischer Autorennfahrer
- Pilet-Golaz, Marcel (1889–1958), Schweizer Politiker (FDP)
- Pilette, André (1918–1993), belgischer Autorennfahrer
- Pilette, Teddy (* 1942), belgischer Automobilrennfahrer
- Pilewski-Karlsson, Leonie (1897–1992), österreichisch-schwedische Architektin und Malerin
- Pilezkaja, Tatjana Lwowna (* 1928), russische Schauspielerin

### Pilg
- Pilgaard, Simona (* 2003), dänische Badmintonspielerin
- Pilgaard, Stine (* 1984), dänische Schriftstellerin
- Pilgaard, Ulf (1940–2024), dänischer Schauspieler, Komiker, Synchronsprecher und Drehbuchautor
- Pilger von Piacenza, Autor eines Berichts über eine Pilgerreise in das Heilige Land
- Pilger, Andreas (1910–1997), deutscher Geologe
- Pilger, Andreas (* 1969), deutscher Archivar und Historiker
- Pilger, Andy, deutscher Schlagzeuger
- Pilger, Detlev (* 1955), deutscher Politiker (SPD), MdB
- Pilger, Frank († 2025), deutscher Rugby-Union-Spieler, Trainer, Nationalspieler und Kriminalpolizist
- Pilger, Hans (1886–1953), deutscher Diplomat
- Pilger, Heinrich (1899–1993), deutscher Maler
- Pilger, John (1939–2023), australischer Journalist und Dokumentarfilmer
- Pilger, Patrick (* 1995), österreichischer American-Football-Spieler
- Pilger, Robert (1876–1953), deutscher Botaniker
- Pilger, Walter (* 1955), deutscher Politiker (SPD), MdL
- Pilgeram, Franz Joseph (1836–1894), deutscher Verleger und Mäzen
- Pilgeram, William P. (1890–1972), US-amerikanischer Politiker
- Pilgram, Anton († 1515), Bildhauer, ArchitektAnton Pilgram († 1515)

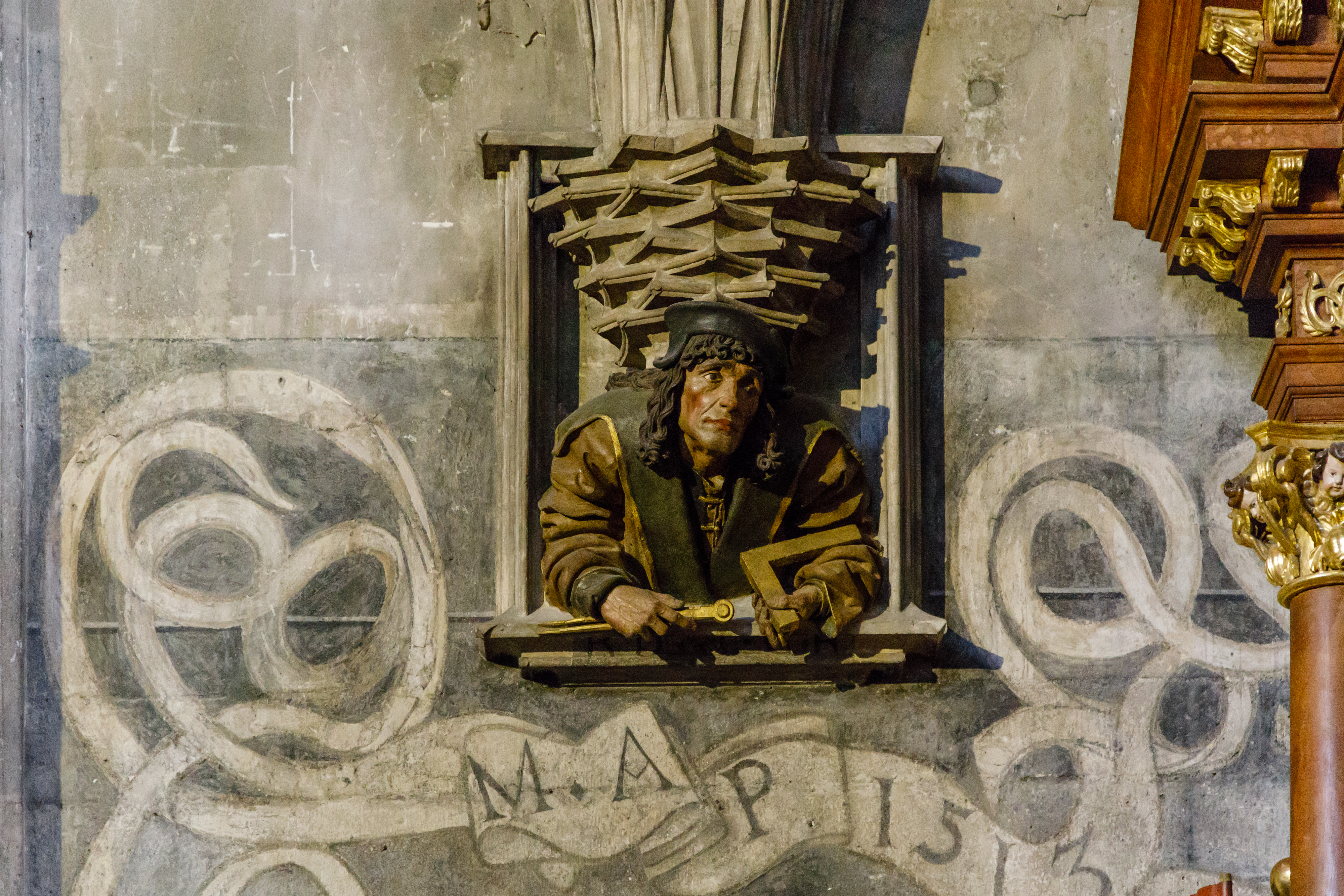
Anton Pilgram († 1515)

- Pilgram, Anton (1730–1793), österreichischer Astronom und Meteorologe
- Pilgram, Arno (* 1946), österreichischer Soziologe und Kriminologe
- Pilgram, Franz Anton (1699–1761), österreichischer Architekt des Barock
- Pilgram, Friedrich (1819–1890), deutscher Philosoph und theologischer Schriftsteller
- Pilgram, Gerhard (* 1955), österreichischer Kulturmanager, Autor und bildender Künstler
- Pilgram, Sophie (1808–1870), deutsche Miniaturmalerin
- Pilgram, Wilhelm (1814–1889), deutscher Maler
- Pilgram, Wilhelm (1889–1971), deutscher Schauspieler und Hörspielsprecher
- Pilgram, Wilhelm (1934–2014), deutscher Gynäkologe und Autor
- Pilgram-Brückner, Ingeborg (1924–2013), deutsche Journalistin und Schriftstellerin
- Pilgrim († 1184), Bischof von Olmütz
- Pilgrim I. von Salzburg († 923), Erzbischof von Salzburg
- Pilgrim II. von Puchheim († 1396), Salzburger Erzbischof
- Pilgrim von Köln († 1036), Erzbischof von Köln
- Pilgrim von Passau († 991), Bischof von Passau
- Pilgrim von Prag († 1240), Bischof von Prag
- Pilgrim, Adolf von (1821–1909), deutscher Verwaltungsjurist und Parlamentarier im Königreich Preußen, MdR
- Pilgrim, Alayah (* 2003), Schweizer FussballspielerinAlayah Pilgrim (* 2003)

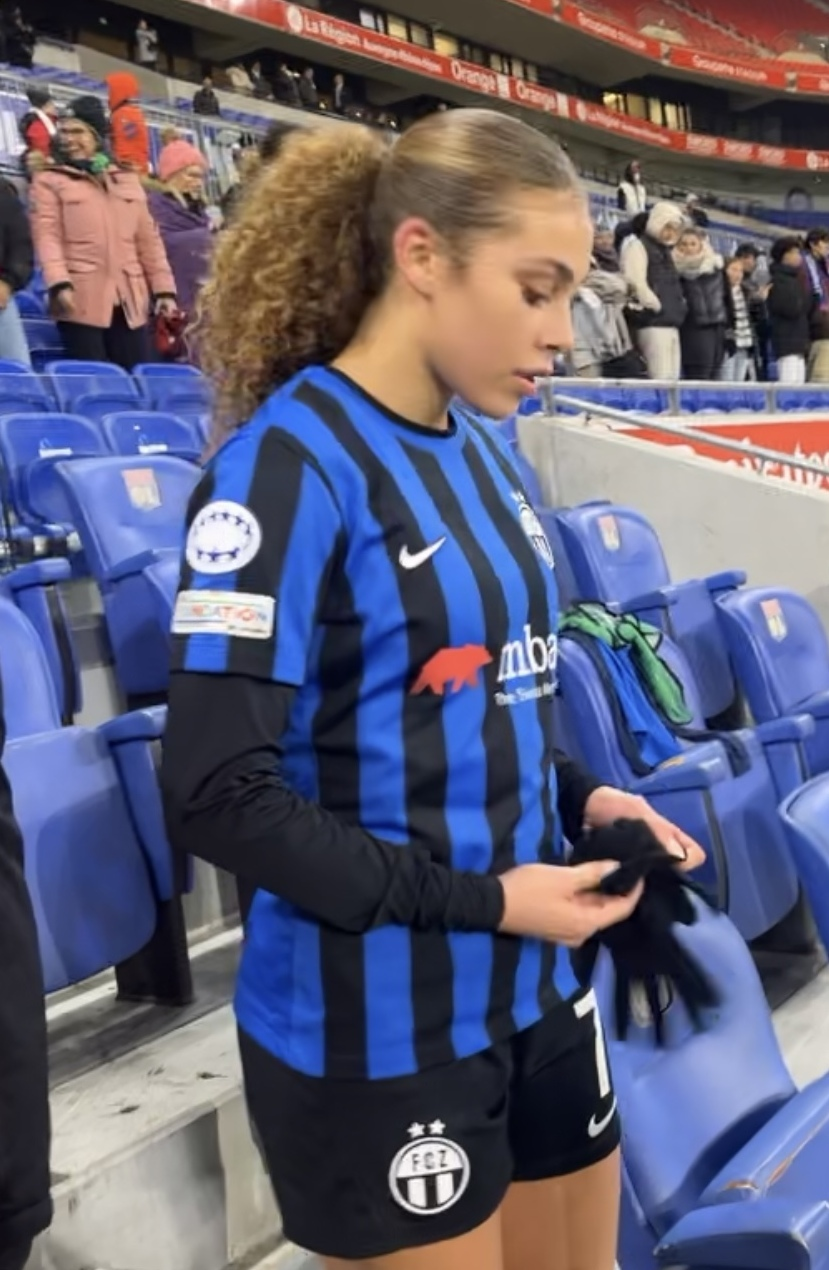
Alayah Pilgrim (* 2003)

- Pilgrim, Andy (* 1956), britischer Autorennfahrer
- Pilgrim, Beatrix von (* 1959), deutsche Szenografin und bildende Künstlerin
- Pilgrim, Christian Adolf Wilhelm (1785–1856), preußischer Beamter und Landrat der Kreise Medebach, Eslohe und Dortmund
- Pilgrim, George, US-amerikanischer Schauspieler
- Pilgrim, Günter (1931–2010), deutscher evangelisch-lutherischer Geistlicher und Schriftsteller
- Pilgrim, Guy Ellcock (1875–1943), britischer Paläontologe und Geologe
- Pilgrim, Hubertus von (* 1931), deutscher Bildhauer
- Pilgrim, Michael (* 1947), lucianischer Politiker
- Pilgrim, Paul (1883–1958), US-amerikanischer Leichtathlet
- Pilgrim, Sam (* 1990), britischer Radsportler und WebvideoproduzentSam Pilgrim (* 1990)

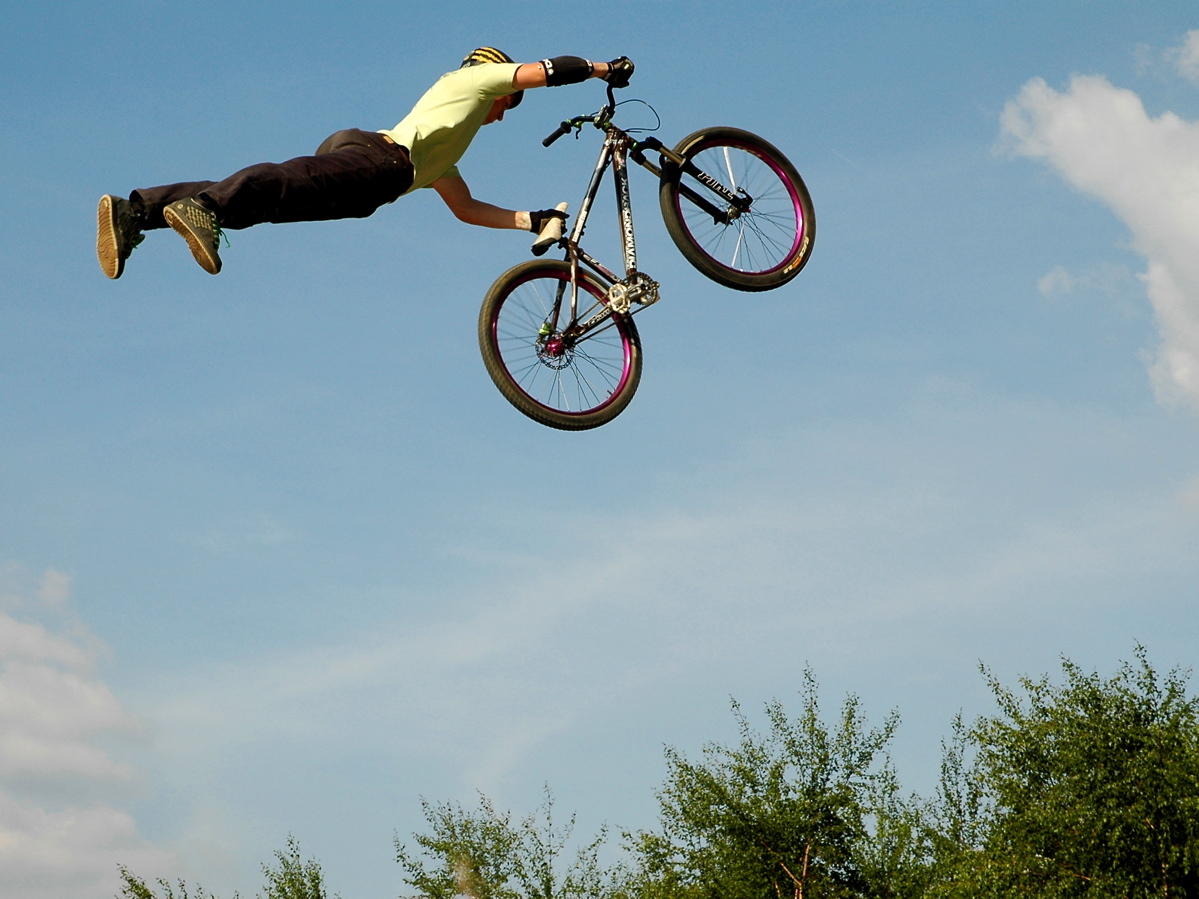
Sam Pilgrim (* 1990)

- Pilgrim, Volker Elis (1942–2022), deutscher Schriftsteller

### Pilh
- Pilhal, Karl (1822–1878), österreichischer Offizier und Militäringenieur
- Pilhamer, Leonhard (1428–1475), deutscher Bischof und Weihbischof in Eichstätt
- Pilhar, Olivia (* 1988), österreichisches Opfer medizinischer Fehlbehandlung
- Pilhatsch, Arnulf (1925–2000), österreichischer Hochspringer, Zehnkämpfer und Dreispringer
- Pilhatsch, Caroline (* 1999), österreichische Schwimmerin
- Pilhes, René-Victor (1934–2021), französischer Schriftsteller
- Pilhofer, Georg (1881–1973), deutscher evangelischer Missionar, Pädagoge, Sprachwissenschaftler, Bibelübersetzer und Schriftsteller
- Pilhofer, Herb (* 1931), amerikanischer Jazzmusiker (Piano, Komposition) und Tontechniker
- Pilhofer, Peter (* 1955), deutscher evangelischer Theologe
- Pilhofer, Philipp, deutscher evangelischer Kirchenhistoriker
- Pilhs, Hans (1903–1986), österreichischer Maler des Expressionismus

### Pili
- Pili, Roberta (* 1968), italienische Pianistin
- Pilibaitis, Linas (* 1985), litauischer Fußballspieler
- Pilić, Nikola (* 1939), jugoslawischer Tennisspieler und -trainerNikola Pilić (* 1939)

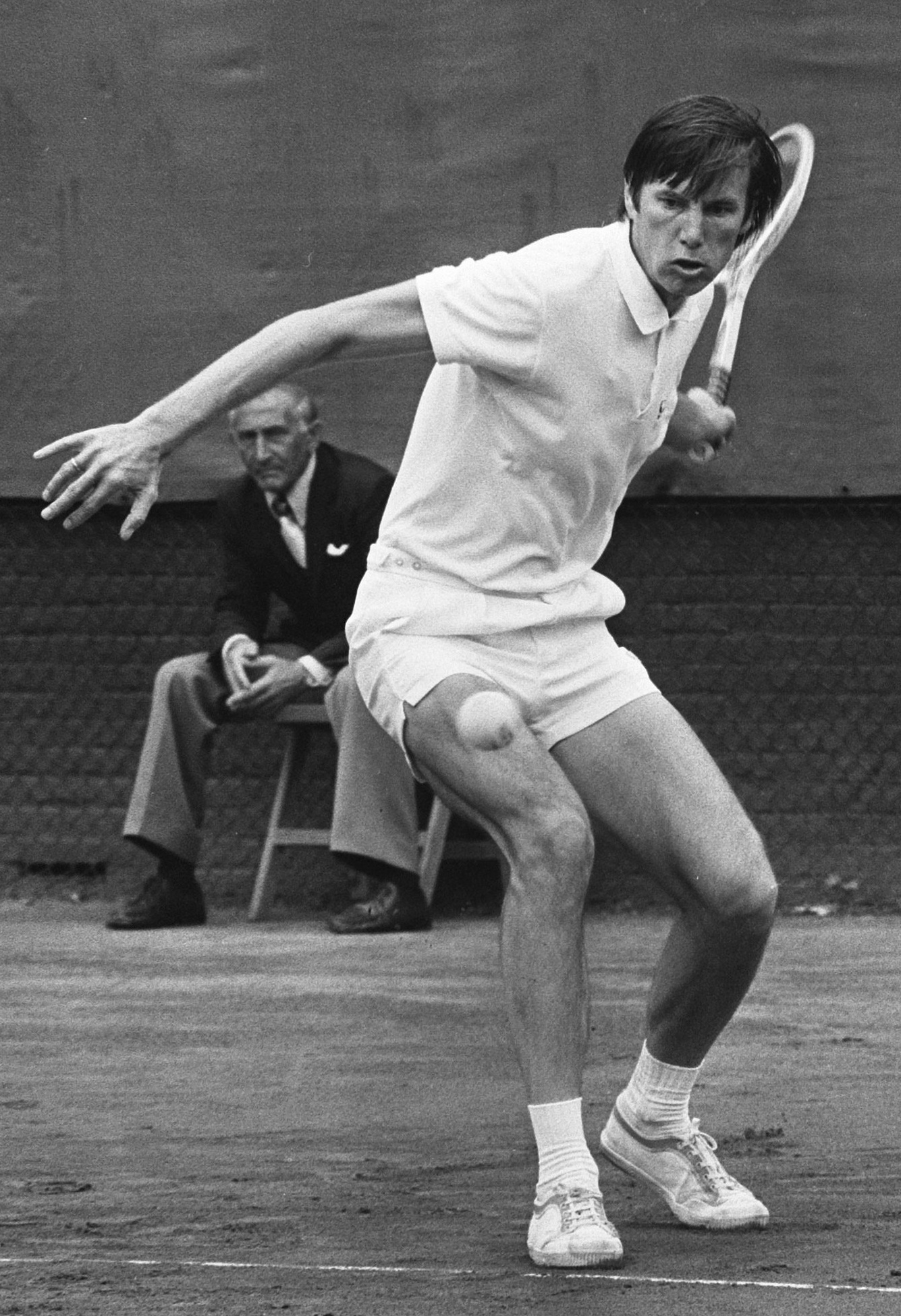
Nikola Pilić (* 1939)

- Pilichowski, Leopold (1869–1934), polnischer Genremaler
- Piličiauskas, Ričardas (* 1969), litauischer Jurist, Richter
- Pilick, Eckhart (* 1937), deutscher Autor
- Pilick, Ernst (1927–2024), deutscher Schauspieler und Rezitator
- Pilick, Stephanie (* 1968), deutsche Fotografin und Fotojournalistin
- Pilié, Joseph († 1846), US-amerikanischer Maler, Zeichenlehrer, Architekt und Stadtvermesser
- Pilijew, Nika Konstantinowitsch (* 1991), russischer Fußballspieler
- Pilinszky, János (1921–1981), ungarischer Dichter
- Pilip, Ivan (* 1963), tschechischer Ökonom und Politiker
- Pilipenko, Anastassija (* 1986), kasachische Hürdenläuferin
- Pilipenko, Igor, sowjetischer Radsportler
- Pilipenko, Olga Wassiljewna (* 1966), sowjetisch-russische Maschinenbauingenieurin, Hochschullehrerin und Politikerin
- Pilipovic, Antonio (* 1997), deutscher Basketballspieler
- Pilipović, Kristian (* 1994), österreichisch-kroatischer Handballspieler
- Pilipović, Milorad (* 1958), serbischer Fußballspieler und -trainer
- Pilipović, Neven (* 1984), deutscher Schauspieler
- Piliso-Seroke, Joyce (* 1933), südafrikanische Vertreterin der Frauenbewegung und ehemalige Vizepräsidentin der World Young Women’s Christian Association (YWCA)
- Pilitowski, Maciej (* 1990), polnischer Handballspieler
- Pilitrud, Gattin zweier bayerischer Herzöge aus dem Geschlecht der Agilolfinger

### Pilj
- Piljanovic, Ivica (* 1976), deutscher Basketballspieler
- Piljić, Katharina (* 2003), deutsche Fußballspielerin
- Piljugin, Nikolai Alexejewitsch (1908–1982), sowjetischer Raumfahrtingenieur
- Piljuschenko, Galina (* 1945), sowjetische Skilangläuferin

### Pilk
- Pilk, Jurij (1858–1926), sorbischer Komponist
- Pilkahn, Wilfried (* 1927), deutscher Fußballspieler
- Pilkati, Fatos (* 1951), albanischer Sportschütze
- Pilke, Amanda (* 1990), finnische Schauspielerin
- Pilkey, Dav (* 1966), US-amerikanischer Autor und Illustrator
- Pilkington, Alastair (1920–1995), britischer Ingenieur
- Pilkington, Anthony (* 1988), englischer Fußballspieler
- Pilkington, Brian (1933–2020), englischer Fußballspieler
- Pilkington, Dianne (* 1975), britische Musicaldarstellerin und Schauspielerin
- Pilkington, Doris (1937–2014), australische indigene Schriftstellerin
- Pilkington, Francis († 1638), englischer Komponist und Lautenist des frühen Barock
- Pilkington, Gordon, britischer Filmeditor
- Pilkington, John († 1478), englischer Ritter
- Pilkington, Karl (* 1972), britischer Radioproduzent, Radiomoderator, Podcaster, Autor und Schauspieler
- Pilkington, Lorraine (* 1974), irische Schauspielerin
- Pilkington, Peter, Baron Pilkington of Oxenford (1933–2011), britischer Politiker und Life Peer
- Pilkington, Thomas, englischer Ritter
- Pilkington, William, Baron Pilkington (1905–1983), britischer Unternehmer
- Pilkuhn, Manfred H. (1934–2015), deutscher Physiker

### Pill
- Pill, Alison (* 1985), kanadische SchauspielerinAlison Pill (* 1985)

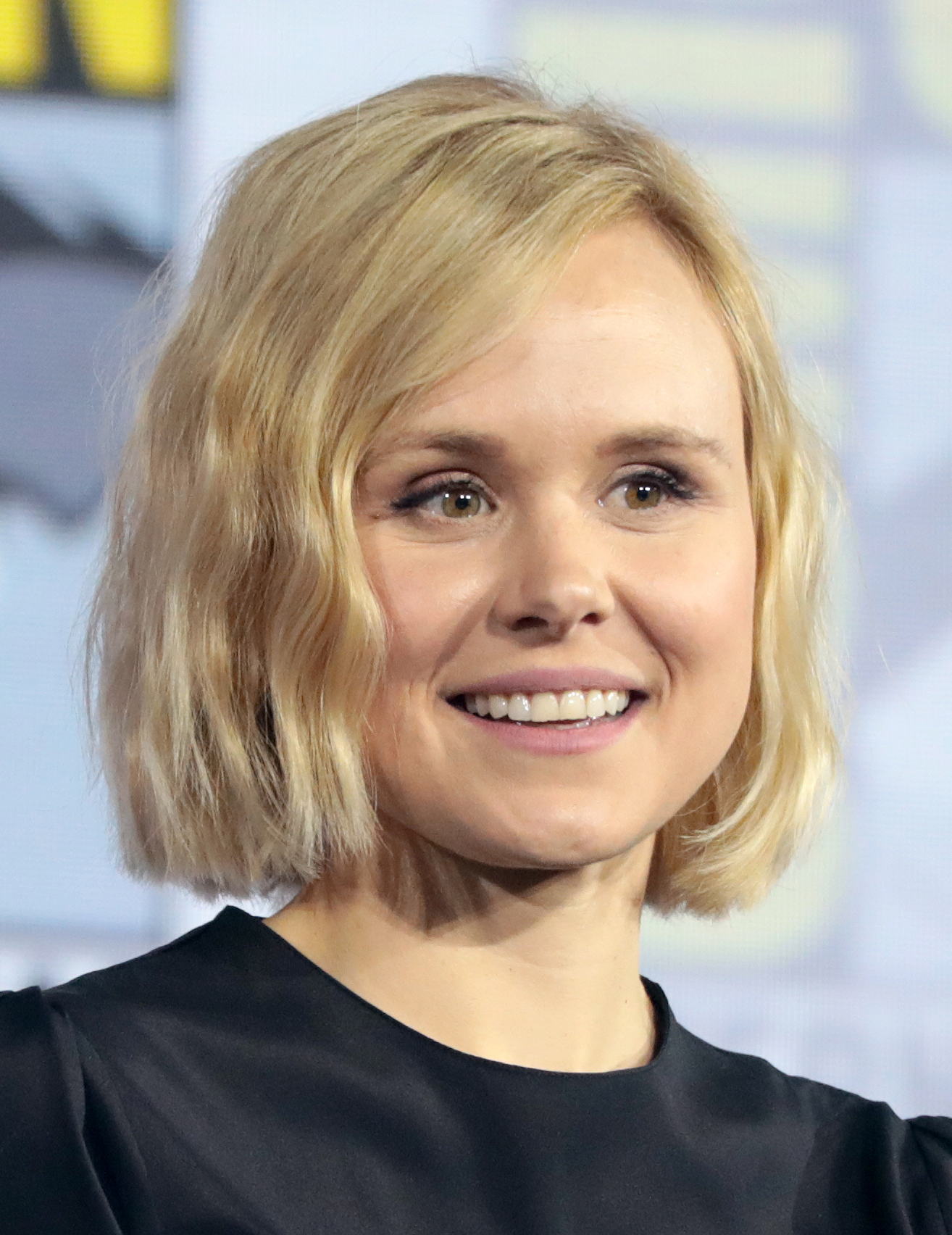
Alison Pill (* 1985)

- Pill, Thomas (* 1980), deutscher Filmregisseur und Filmschauspieler
- Pilla, Anthony Michael (1932–2021), US-amerikanischer Geistlicher, römisch-katholischer Bischof von Cleveland
- Pilla, Leopoldo (1805–1848), italienischer Geologe und Mineraloge
- Pillado, Cecilia, argentinische Schauspielerin, Pianistin und Komponistin
- Pillai, Devasahayam (1712–1752), Hindu und Hofbeamter des Raja von Travancore
- Pillai, Gopal Krishna (* 1949), indischer Politiker
- Pillai, Neeta (* 1991), indische Schauspielerin
- Pillai, P. Sundaram (1855–1897), indischer Philosoph, Archäologe, Schriftsteller und Literaturwissenschaftler
- Pillai, Pattom A. Thanu (1885–1970), indischer Politiker, Chief Minister, Gouverneur
- Pillai, Riya (* 1994), indische Badmintonspielerin
- Pillai, S. Sivasankaranarayana (1901–1950), indischer Mathematiker
- Pillai, Shankar (* 1984), US-amerikanischer Pokerspieler
- Pillai, Stephen Antony (* 1952), indischer Geistlicher, römisch-katholischer Bischof von Tuticorin
- Pillai, Vidya (* 1977), indische Snookerspielerin
- Pillainayagam, Anton Ranjith (* 1966), sri-lankischer römisch-katholischer Geistlicher und Weihbischof in Colombo
- Pillard, Richard (* 1933), US-amerikanischer Psychiater
- Pillars, Isaiah (1833–1895), US-amerikanischer Jurist, Offizier und Politiker
- Pillarz, Hans-Georg (1941–2018), deutscher Boxer
- Pillat, Arnold (1891–1975), österreichischer Augenarzt
- Pillat, Jutta (* 1943), deutsche Lyrikerin
- Pillath (* 1982), deutscher RapperPillath (* 1982)

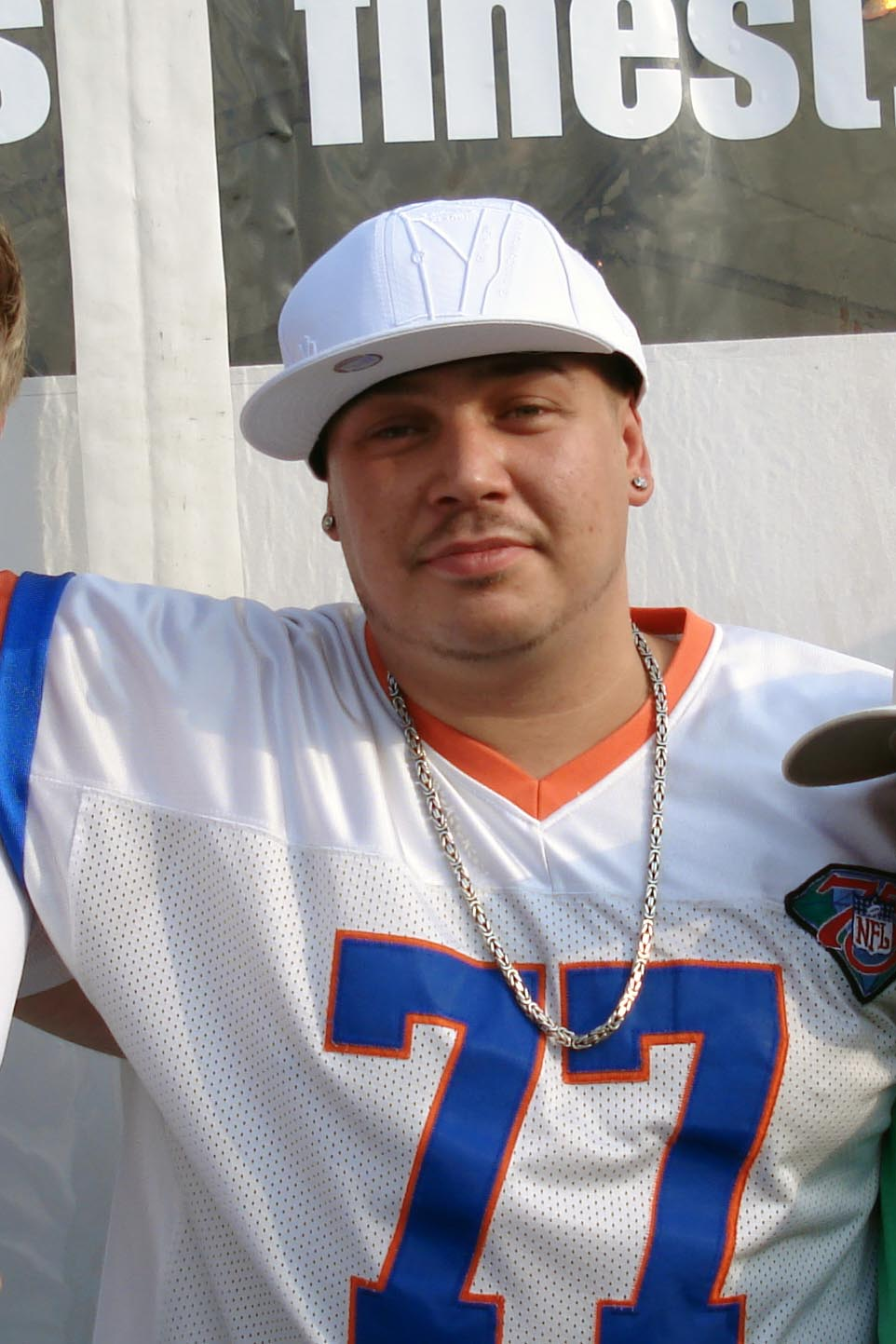
Pillath (* 1982)

- Pillath, Carsten (* 1956), deutscher Volkswirt und politischer Beamter
- Pillau, Horst (1932–2021), deutscher Dramatiker, Romancier, Hörspiel- und Drehbuchautor
- Pillau, Manfred (* 1928), deutscher Fußballspieler
- Pillay, Anand, südafrikanischer Brigadegeneral des South African Police Service und Police Commissioner der AMIS und der AMISOM
- Pillay, Anand (* 1951), britischer mathematischer Logiker
- Pillay, Geraldine (* 1977), südafrikanische Sprinterin
- Pillay, Jerry (* 1965), evangelisch-reformierter südafrikanischer Theologe und Hochschullehrer
- Pillay, Lythe (* 2003), südafrikanischer Leichtathlet
- Pillay, Michael (* 1955), seychellischer Boxer
- Pillay, Navanethem (* 1941), südafrikanische Richterin, Menschenrechtskommissarin der Vereinten Nationen
- Pillay, Patrick († 2024), seychellischer Politiker
- Pille, Klaus (1936–2017), deutscher Politiker (LDPD), MdV, Bürgermeister von Sangerhausen
- Pille, Lolita (* 1982), französische Schriftstellerin
- Pille, Sebastian (* 1980), deutscher Komponist
- Pille-Schowe, Markus (* 1963), deutscher Lehrer und Jugendbuchautor
- Pille-Steppat, Sylvia (* 1967), deutsche Architektin und Pararuderin
- Pillement, Franz von (1775–1836), bayerischer Offizier, zuletzt Generalmajor
- Pillement, Jean-Baptiste (1728–1808), französischer Maler und Grafiker
- Pillen, Jim (* 1955), amerikanischer Tierarzt und designierter Gouverneur von NebraskaJim Pillen (* 1955)

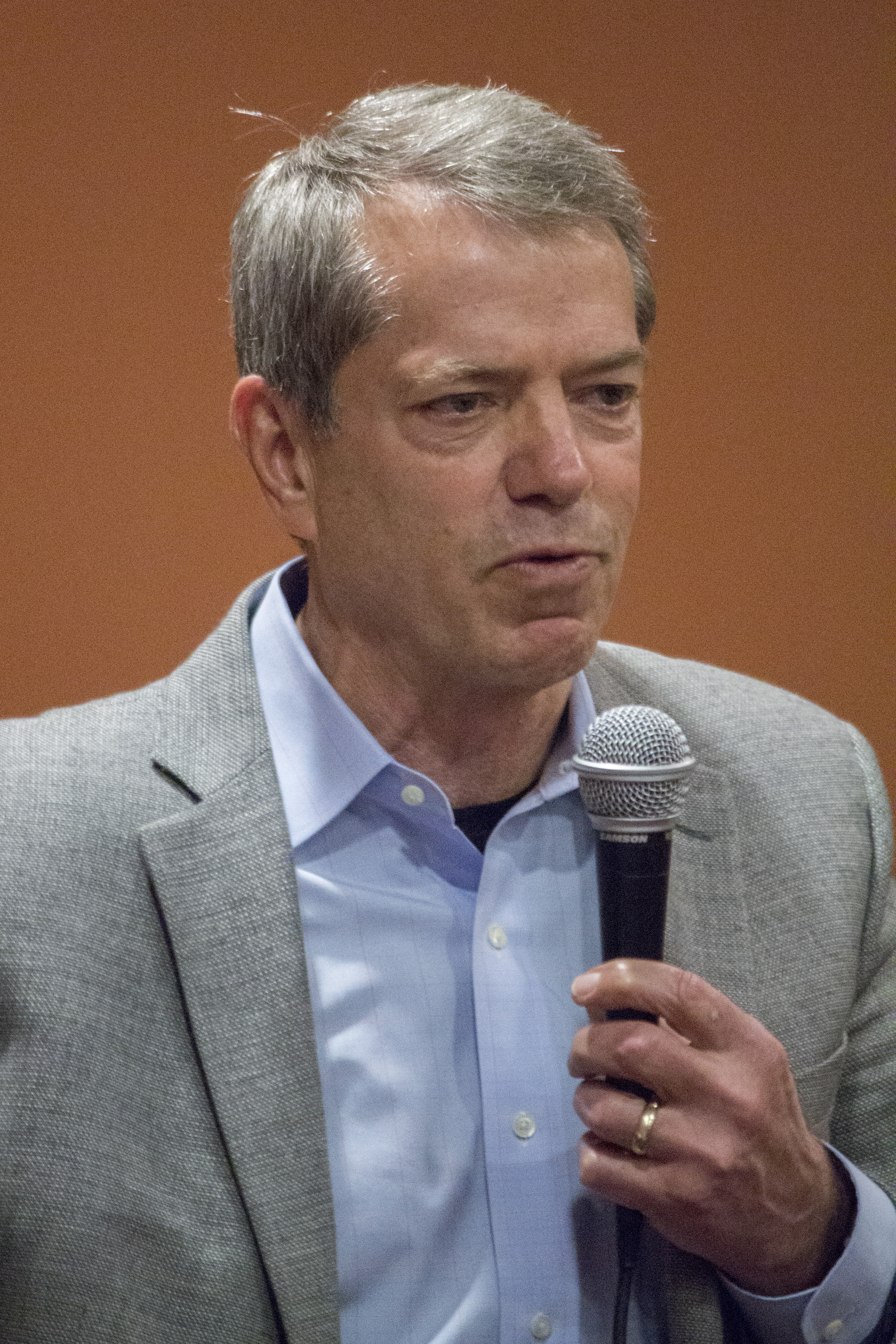
Jim Pillen (* 1955)

- Piller Carrard, Valérie (* 1978), Schweizer Politikerin (SP)
- Piller Cottrer, Pietro (* 1974), italienischer Skilangläufer
- Piller Hoffer, Licia (* 1974), italienische Bogenbiathletin
- Piller, Alexander (* 1993), deutscher Fußballspieler
- Piller, Christian (* 1968), deutscher Handballspieler und -trainer
- Piller, Eddie (* 1962), britischer DJ, Radioshow-Moderator und Plattenlabel-Gründer
- Piller, Elisabeth (* 1984), deutsche Historikerin
- Piller, Ernst (* 1939), österreichischer Gewerkschafter und Politiker (SPÖ), Landtagsabgeordneter, Abgeordneter zum Nationalrat
- Piller, Frank (* 1969), deutscher Wirtschaftswissenschafter, Hochschullehrer, Lehrstuhlinhaber für Technologie- und Innovationsmanagement und Vize-Dekan
- Piller, Gudrun (* 1968), Schweizer Historikerin
- Piller, Gunther (* 1963), deutscher Physiker, Hochschullehrer und Präsident der Hochschule Ludwigshafen/Rhein
- Piller, György (1899–1960), ungarischer Fechter
- Piller, Kurt (* 1959), deutscher Rechtsanwalt und Kommunalpolitiker
- Piller, Marina (* 1984), italienische Skilangläuferin
- Piller, Michael (1948–2005), US-amerikanischer Drehbuchautor und Fernsehproduzent
- Piller, Otto (* 1942), Schweizer Politiker (SP) und Beamter in der Bundesverwaltung
- Piller, Peter (* 1968), deutscher Künstler
- Piller, Renate, österreichische Kauffrau und Lebensgefährtin des bayerischen Ministerpräsidenten Franz Josef Strauß
- Piller, René (* 1965), französischer Leichtathlet
- Piller, Robert (* 1950), deutscher Fußballspieler
- Piller, Shawn (* 1972), US-amerikanischer Drehbuchautor, Produzent und Regisseur
- Piller, Sue (* 2005), Schweizer Skirennfahrerin
- Piller, Vera (1949–1983), deutsch-schweizerische Schriftstellerin
- Piller, Werner (* 1951), österreichischer Paläontologe
- Pilleri, Giorgio (1925–2018), italienisch-schweizerischer Neurologe
- Pillersdorf, Franz von (1786–1862), österreichischer Staatsmann
- Pillersdorff, Hermann von (1817–1887), österreichischer Politiker
- Pillet, Alfred (1875–1928), deutscher Romanist und Philologe
- Pillet, Antoine (1857–1926), französischer Rechtswissenschaftler
- Pillet, Edgar (1877–1959), deutscher Admiralarzt der Kriegsmarine
- Pillet, Julien (* 1977), französischer Säbelfechter und zweifacher Olympiasieger
- Pillet, Marie (1941–2009), französische Schauspielerin
- Pillewizer, Wolfgang (1911–1999), österreichischer Kartograf, Geomorphologe, Glaziologe und Hochgebirgsforscher
- Pilley, Cameron (* 1982), australischer Squashspieler
- Pillhofer, Christine (1954–2018), österreichische freischaffende Malerin und Bildhauerin
- Pillhofer, Josef (1921–2010), österreichischer Bildhauer
- Pilli, Anthony Das (* 1973), indischer römisch-katholischer Geistlicher, Koadjutorbischof von Nellore
- Pillich, Theodor (1902–1988), stellvertretender Bereitschaftsführer der Technischen Nothilfe in Warschau
- Pillichshammer, Friedrich (* 1973), österreichischer Mathematiker und Hochschullehrer
- Pilling, André (* 1973), deutscher Architekt, Unternehmer und Autor
- Pilling, Barney, britischer Filmeditor
- Pilling, Dick (1855–1891), englischer Cricketspieler
- Pilling, Donald L. (1943–2008), US-amerikanischer Admiral der US Navy
- Pilling, Doral (1906–1982), kanadischer Speerwerfer
- Pilling, Friedrich Edmund (1830–1907), deutscher Jurist und Politiker
- Pilling, Günter (1918–2001), deutscher Maler und Grafiker
- Pilling, Karl (1863–1930), deutscher Altphilologe und Gymnasiallehrer
- Pilling, Klaus (* 1964), deutscher Basketballspieler
- Pilling, Theodor (1865–1927), sächsischer Generalmajor
- Pilling, Uta (1948–2020), deutsche Musikerin, Liedermacherin, Lyrikerin und Malerin
- Pillinger, Colin (1943–2014), britischer Chemiker, Geowissenschaftler und Astronom
- Pillinger, Franz (* 1960), österreichischer Komponist und Kontrabassist
- Pillinger, Munio, österreichischer Tischtennisspieler
- Pillinger, Renate (* 1951), österreichische Christliche Archäologin
- Pillion, John R. (1904–1978), US-amerikanischer Politiker
- Pillman, Brian (1962–1997), US-amerikanischer Footballspieler und Wrestler
- Pillmayer, Franz (1897–1939), deutscher Politiker (NSDAP), MdR
- Pillney, Karl Hermann (1896–1980), österreichischer Komponist und Konzertpianist
- Pillolla, Tarcisio (1930–2021), italienischer Geistlicher, römisch-katholischer Bischof von Iglesias
- Pillon, Christophe (* 1967), Schweizer Autorennfahrer
- Pillon, Giuseppe (* 1956), italienischer Fußballspieler und -trainer
- Pillon, Jacqueline (* 1977), kanadische Synchronsprecherin, Theater- und Filmschauspielerin
- Pillon, Laurent (* 1964), französischer Radrennfahrer
- Pilloni, Vincent (* 1982), französischer Mathematiker
- Pillot, Cooper (* 1994), US-amerikanischer Schauspieler
- Pillot, Jean (1515–1592), französischer Romanist und Grammatiker
- Pillot, Luc (* 1959), französischer Segler
- Pillot, René (1939–2021), französischer Schriftsteller und Schauspieler
- Pilloud, Georges (1933–1997), Schweizer Sänger und Radiomoderator
- Pilloud, Isabelle (* 1963), Schweizer Künstlerin
- Pilloud, Jeannine (* 1964), Schweizer Managerin
- Pilloud, Oswald (1873–1946), Schweizer Maler
- Pillow, Charles, US-amerikanischer Jazzmusiker (Holzblasinstrumente, Arrangement)
- Pillow, Ernest (1856–1904), US-amerikanischer Politiker
- Pillow, Mark (* 1959), britischer Schauspieler
- Pills, Jacques (1906–1970), französischer Schauspieler und Sänger
- Pillsbury Harkness, Sarah (1914–2013), US-amerikanische Architektin
- Pillsbury, Garth (* 1938), US-amerikanischer Schauspieler und Kameramann
- Pillsbury, Harry Nelson (1872–1906), US-amerikanischer SchachspielerHarry Nelson Pillsbury (1872–1906)

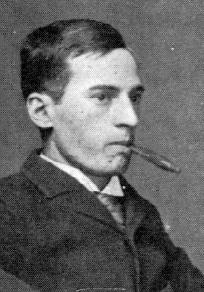
Harry Nelson Pillsbury (1872–1906)

- Pillsbury, Joanne (* 1960), US-amerikanische Altamerikanistin
- Pillsbury, John Sargent (1828–1901), US-amerikanischer Politiker
- Pillsbury, Sam (* 1946), US-amerikanisch-neuseeländischer Filmregisseur, Drehbuchautor und Filmproduzent
- Pillsbury, Sarah (* 1951), US-amerikanische Filmproduzentin
- Pillud, Iván (* 1986), argentinischer Fußballspieler
- Pillunat, Lutz E. (* 1958), deutscher Augenarzt
- Pillwein, Benedikt (1779–1847), österreichischer Jurist und Landeskundler
- Pillwein, Erich (1919–2018), deutscher Zahnarzt
- Pilly, Nikolaus (* 1930), rumänischer Politiker, Metallurg und Musiker

### Pilm
- Pilmark, Søren (* 1955), dänischer Schauspieler und Regisseur

### Piln
- Pilnacek, Christian (1963–2023), österreichischer Richter, Staatsanwalt und MinisterialbeamterChristian Pilnacek (1963–2023)

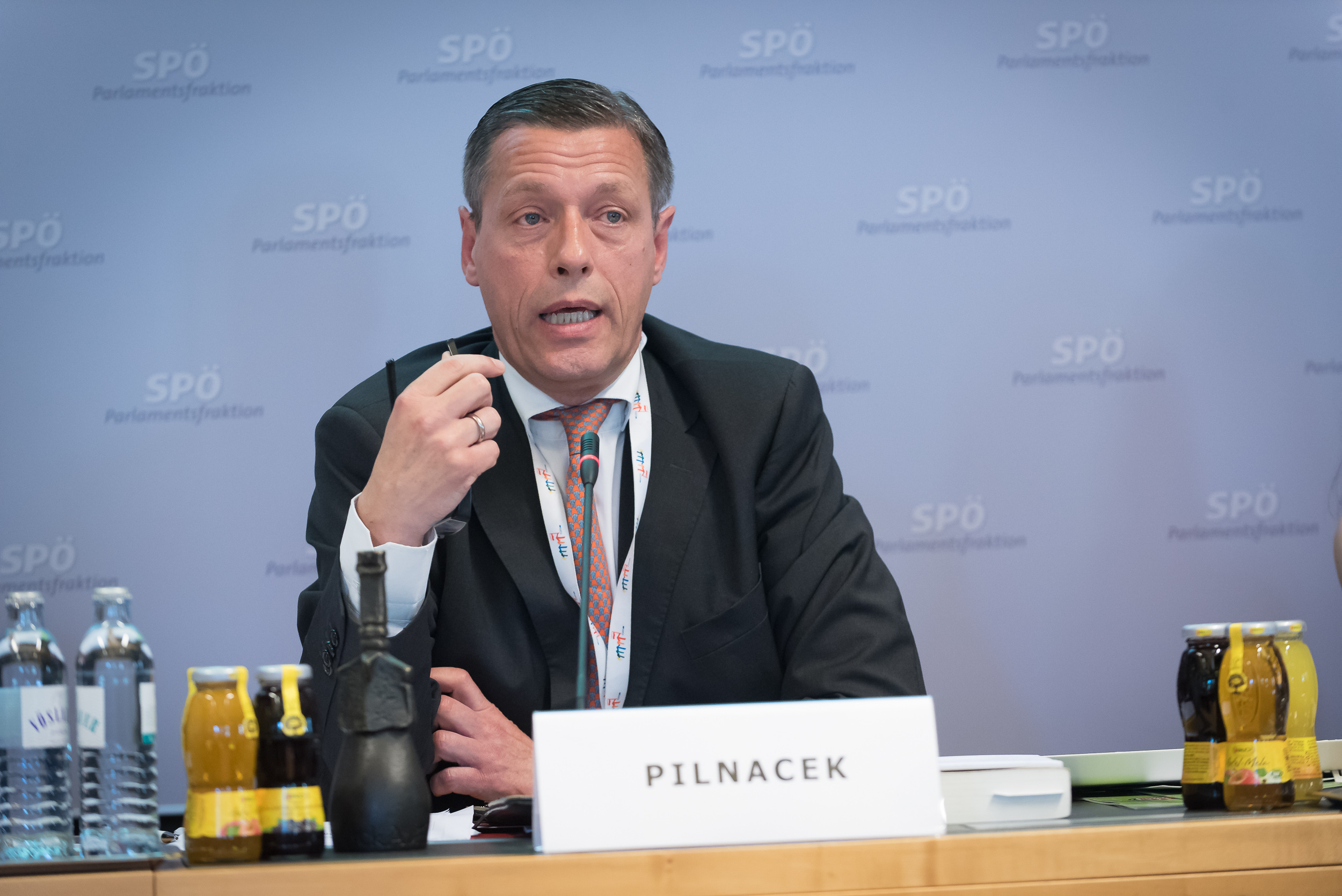
Christian Pilnacek (1963–2023)

- Pilnáček, Josef (1883–1952), mährischer Historiker, Heraldiker und Genealoge
- Pilnäs, Jessica (* 1978), schwedische Sängerin (Pop-Jazz)
- Pilnik, Herman (1914–1981), deutschstämmiger argentinischer Schachspieler
- Pilnik, Michail Jefremowitsch (1888–1938), russisch-sowjetischer Metallurg und Hochschullehrer
- Pilnjak, Boris Andrejewitsch (1894–1938), russischer Autor und Dichter
- Pilný, Ivan (* 1944), tschechischer Unternehmer und Politiker
- Pilny, Karl (* 1960), deutscher Jurist und Schriftsteller
- Pilny, Otto (1866–1936), Schweizer Maler

### Pilo
- Pilo (* 1961), deutscher Musiker, Musikproduzent und Musiktheaterautor
- Pilo, Carl Gustaf (1711–1793), schwedisch-dänischer Porträtmaler
- Pilo, Hugo (* 1976), uruguayischer Fußballspieler und -trainer
- Pilo, Rosolino (1820–1860), italienischer Freiheitskämpfer während des Risorgimento
- Pilon, Antoine Olivier (* 1997), frankokanadischer Schauspieler
- Pilon, Daniel (1940–2018), kanadischer Schauspieler
- Pilon, Germain († 1590), französischer Bildhauer
- Pilon, Rich (* 1968), kanadischer Eishockeyspieler
- Pilon, Romain (* 1981), französischer Jazzmusiker (Gitarre, Komposition)
- Piloni, Massimo (* 1948), italienischer Fußballtorhüter und Torwarttrainer
- Pilonius Modestus, Sextus, römischer Centurio
- Pilooth, Gerhart Evert († 1629), deutscher Baumeister
- Pilorgé, Michel (* 1946), französischer Schauspieler
- Pilot, André (1895–1944), deutscher Schauspieler
- Pilot, Joachim (1928–2020), deutscher Physiker und Hochschullehrer
- Pilot, Louis (1940–2016), luxemburgischer Fußballspieler und -trainer
- Pilot, Marian (1936–2024), polnischer Prosaschriftsteller und Journalist
- Pilot, Robert (1898–1967), kanadischer Maler, Radierer und Wandmaler
- Pilote, Pierre (1931–2017), kanadischer Eishockeyspieler
- Piloti, Emmanuel, venezianischer Kaufmann
- Pilotti, Elisabetta († 1742), italienische Opernsängerin (Sopran)
- Pilotti, Massimo (1879–1962), italienischer Jurist
- Piloty, Carl Theodor von (1826–1886), deutscher MalerCarl Theodor von Piloty (1826–1886)

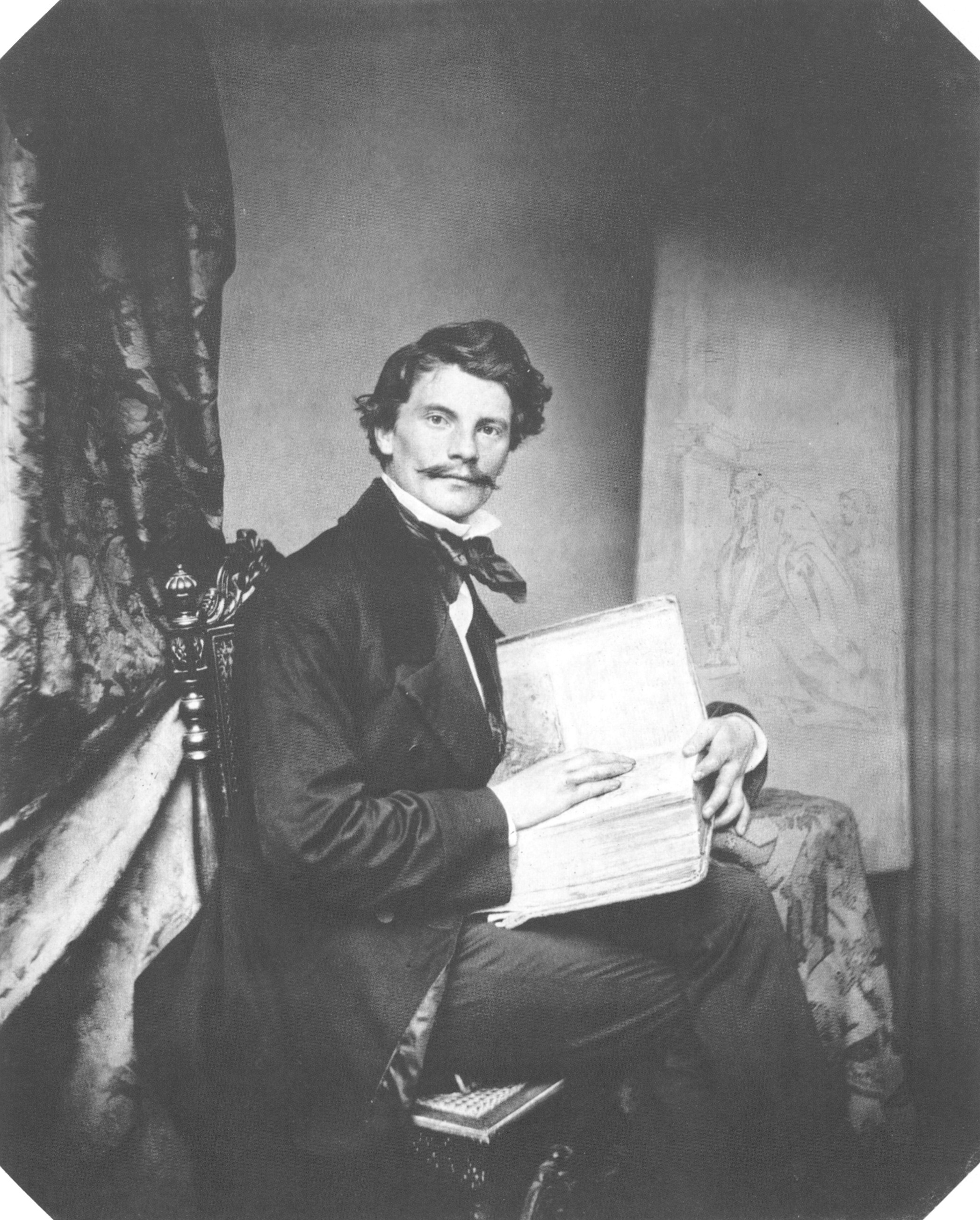
Carl Theodor von Piloty (1826–1886)

- Piloty, Ferdinand (1786–1844), deutscher Lithograf
- Piloty, Ferdinand (1828–1895), deutscher Maler und Illustrator
- Piloty, Hans (1894–1969), deutscher Nachrichtentechniker
- Piloty, Lukas (* 1981), deutscher Schauspieler
- Piloty, Oskar (1866–1915), deutscher Chemiker
- Piloty, Robert (1863–1926), deutscher Rechtswissenschaftler, Politiker (DDP) und Kunstsammler
- Piloty, Robert (1924–2013), deutscher Ingenieur, Mitgründervater der Informatikstudiengänge in Deutschland
- Pilou, Jeannette (1937–2020), italienische Opernsängerin griechischer Abstammung (Sopran)

### Pils
- Pils, Eva, Juristin und Sinologin
- Pils, Gerhard (* 1954), österreichischer Botaniker
- Pils, Heide (* 1939), österreichische Drehbuchautorin und Regisseurin
- Pils, Holger (* 1976), deutscher Literaturwissenschaftler
- Pils, Isidore (1813–1875), französischer Maler und Aquarellist
- Pils, Richard (* 1946), österreichischer Verleger, Lehrer und Gründer des Poetenfests
- Pilsak von Wellenau, Eduard (1823–1907), österreichischer k.u.k. Feldmarschallleutnant
- Pilsak von Wellenau, Wenzel (1779–1855), österreichischer Generalmajor
- Pilsan, Aaron (* 1995), österreichischer Pianist
- Pilsbry, Henry Augustus (1862–1957), US-amerikanischer Biologe, Zoologe, Malakologe und Karziologe
- Pilsbury, Timothy (1789–1858), US-amerikanischer Politiker
- Pilschtschykow, Andrij (1993–2023), ukrainischer Kampfpilot
- Pilsinger, Petrus (* 1964), österreichischer römisch-katholischer Ordenspriester und Abt von Stift Seitenstetten
- Pilsinger, Stephan (* 1987), deutscher Politiker (CSU), MdBStephan Pilsinger (* 1987)

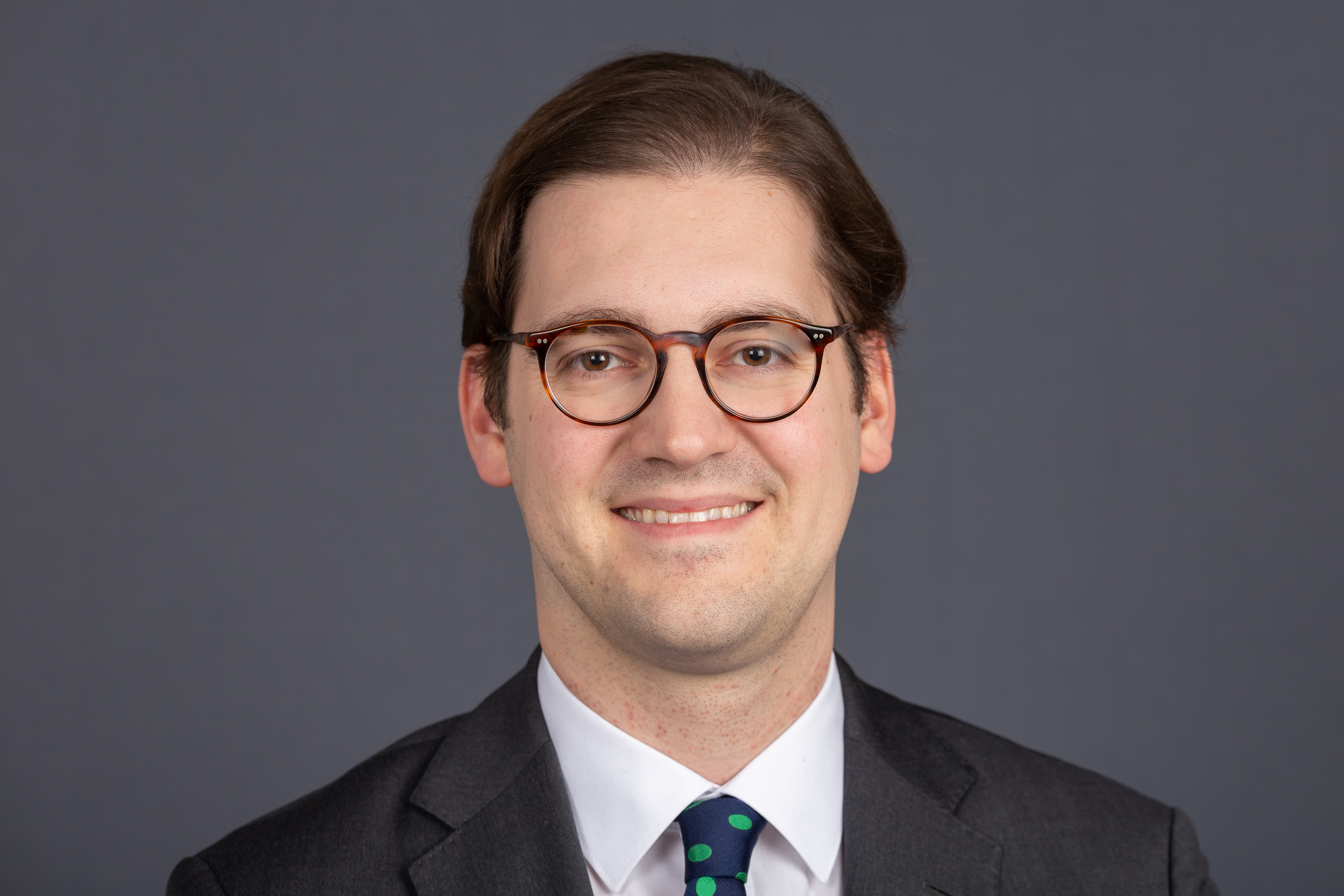
Stephan Pilsinger (* 1987)

- Pilsl, Andreas (* 1969), österreichischer Polizist, Landespolizeidirektor für Oberösterreich
- Pilsl, Leopold (1918–2014), deutscher römisch-katholischer Geistlicher, Pfarrer in Freyung
- Pilsl, Patrick (* 1964), deutscher interdisziplinärer Künstler
- Pilsner, Erich (* 1959), österreichischer Politiker (SPÖ), oberösterreichischer Landtagsabgeordneter
- Pilson, Jeff (* 1959), US-amerikanischer Musiker
- Pilss, Karl (1902–1979), österreichischer Pianist und Komponist
- Pilster, Hans-Christian (1914–1989), deutscher Generalmajor, Abteilungsleiter im Bundesnachrichtendienst
- Piłsudska, Aleksandra (1882–1963), polnische Ehefrau von Marschall Józef Piłsudski
- Piłsudska, Jadwiga (1920–2014), polnische Pilotin
- Piłsudski, Bronisław (1866–1918), polnischer Ethnograf
- Piłsudski, Józef (1867–1935), polnischer Marschall und StaatsmannJózef Piłsudski (1867–1935)

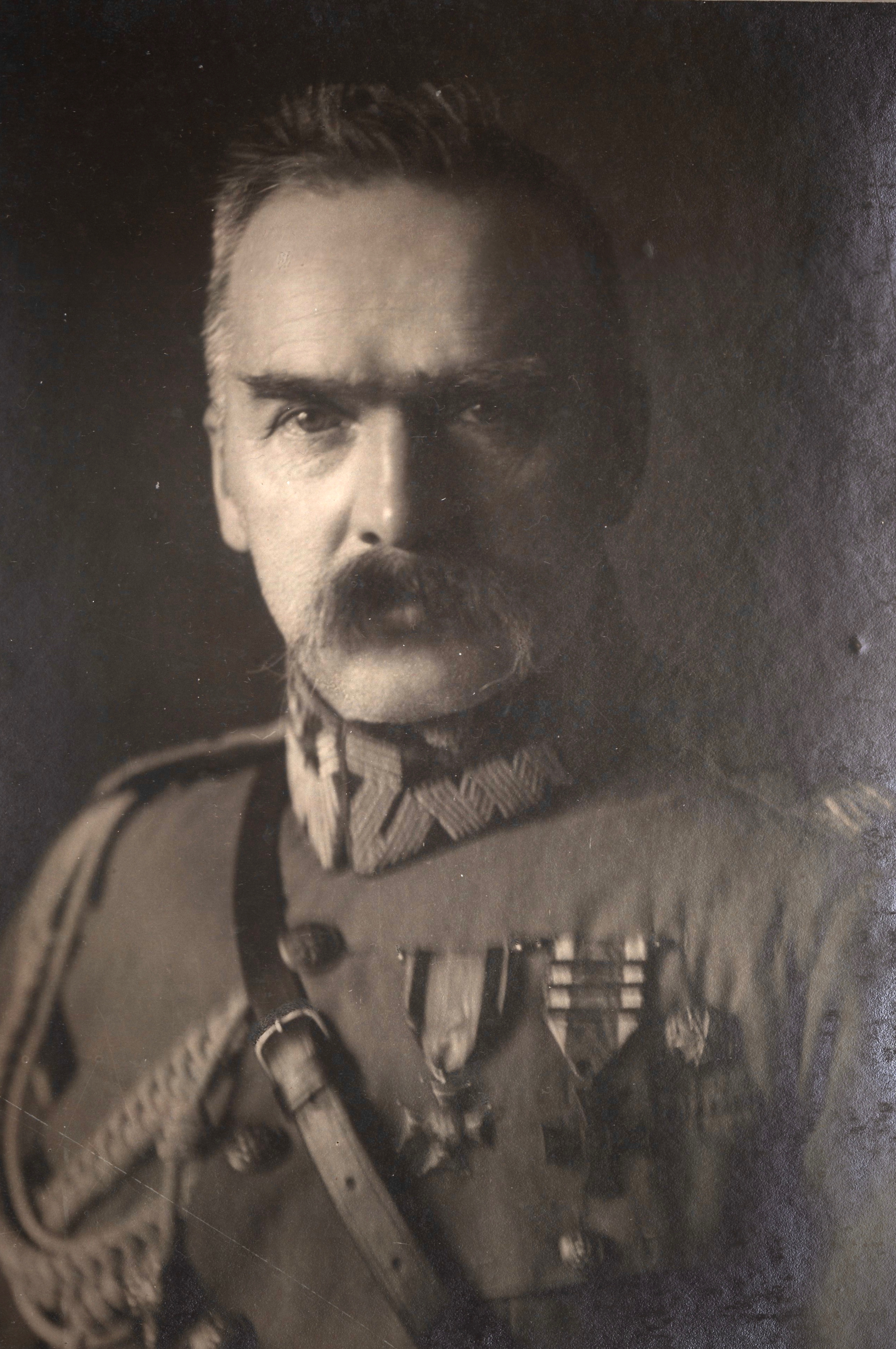
Józef Piłsudski (1867–1935)

- Pilsz, Manfred (* 1954), österreichischer Lehrer und Kulturschaffender

### Pilt
- Piltch, Bernie (1927–1983), kanadischer Jazzmusiker
- Pilter, Lauri (* 1971), estnischer Schriftsteller und Literaturwissenschaftler
- Pilters, Michaela (* 1952), deutsche Journalistin
- Piltschuk, Alina (* 2000), belarussische Biathletin
- Piltz, Adolf (1855–1940), deutscher Mathematiker
- Piltz, Eberhard (1942–2011), deutscher Journalist
- Piltz, Ernst (1870–1929), deutscher Buchbindermeister und Politiker, MdL
- Piltz, Georg (1925–2011), deutscher Kunsthistoriker und Schriftsteller
- Piltz, Gisela (* 1964), deutsche Politikerin (FDP), MdB
- Piltz, Klaus (1935–1993), deutscher Manager
- Piltz, Otto (1846–1910), deutscher Maler
- Piltz, Wilhelm (1875–1942), deutscher Theaterschauspieler

### Pilv
- Pilv, Aare (* 1976), estnischer Literaturwissenschaftler und Schriftsteller
- Pilvelis, Algirdas (1944–2016), litauischer Publizist, Chefredakteur und Politiker
- Pilvelytė, Aistė (* 1979), litauische Sängerin
- Pilven, Tara (* 1993), australische Badmintonspielerin
- Pilvistu, Vaike (1926–1993), estnische Dichterin
- Pilvousek, Josef (* 1948), deutscher römisch-katholischer Theologe
- Pilvre, Barbi (* 1963), estnische Journalistin und Medienwissenschaftlerin

### Pilw
- Pilwousek, Ingelore (1933–2014), deutsche Politologin, Gewerkschafterin und Senatorin

### Pily
- Pilypaitis, Edgaras (* 1974), litauischer konservativer Politiker, Bürgermeister von Šakiai

### Pilz
- Pilz (* 1992), deutsche Rapperin
- Pilz, Adolf (1877–1947), österreichischer Rechtswissenschaftler, Richter und Politiker
- Pilz, André (* 1972), österreichischer Schriftsteller
- Pilz, Barbara (* 1966), österreichische Verlagslektorin und Unternehmerin
- Pilz, Christiane (* 1975), deutsche Triathletin
- Pilz, Dirk (1972–2018), deutscher Literaturwissenschaftler, Theater- und Literaturkritiker sowie Journalismuslehrer
- Pilz, Fritz (1927–2016), österreichischer Bildhauer
- Pilz, Gerald (1965–2024), deutscher Finanzwissenschaftler
- Pilz, Gerhard (1942–2016), österreichischer Gewerbetreibender (Druckerei), Kulturarbeiter, Drehbuchautor und Schauspieler
- Pilz, Gerhard (* 1948), österreichischer Künstler
- Pilz, Gerhard (* 1965), österreichischer Naturbahnrodler
- Pilz, Gottfried (1944–2024), österreichischer Bühnen- und Kostümbildner sowie Opernregisseur
- Pilz, Günter (* 1945), österreichischer Mathematiker
- Pilz, Gunter A. (* 1944), deutscher Soziologe
- Pilz, Hans (1915–2007), deutscher Fußballtrainer
- Pilz, Hans-Uwe (* 1958), deutscher Fußballspieler und -trainerHans-Uwe Pilz (* 1958)

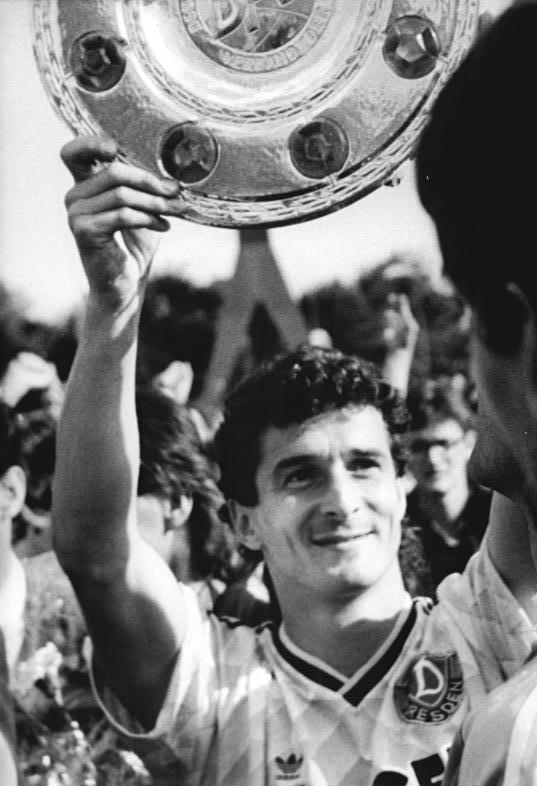
Hans-Uwe Pilz (* 1958)

- Pilz, Herbert (* 1919), deutscher Zeichner und Grafiker
- Pilz, Herbert (1930–2022), deutscher Koch, Gastronomiehistoriker, Fach- und Kochbuchautor
- Pilz, Jessica (* 1996), österreichische Sportkletterin
- Pilz, Joachim (1932–2012), deutscher Politiker, Oberbürgermeister von Chemnitz (1991–1993)
- Pilz, Josef (1870–1941), böhmischer Fachlehrer, Bürgerschuldirektor, Archivar, Heimatforscher und Ehrenbürger der Stadt Neudek
- Pilz, Jupp (1920–2006), deutscher Sportlehrer und Fußballtrainer
- Pilz, Margot (* 1936), österreichische bildende Künstlerin
- Pilz, Mario (* 1999), österreichischer Fußballspieler
- Pilz, Markus (1962–2014), deutscher Rollstuhlleichtathlet
- Pilz, Michael (* 1943), österreichischer Regisseur, Produzent und Drehbuchautor
- Pilz, Michael (* 1943), deutscher Filmarchitekt und Szenenbildner
- Pilz, Michel (1945–2023), luxemburgischer Jazzmusiker
- Pilz, Olenka (* 1989), deutsche Journalistin, Hörfunk- und Fernsehmoderatorin
- Pilz, Oliver (* 1976), deutscher Klassischer Archäologe
- Pilz, Otto (1876–1934), deutscher Bildhauer
- Pilz, Peter (* 1954), österreichischer Autor und Politiker (Grüne), Abgeordneter zum NationalratPeter Pilz (* 1954)

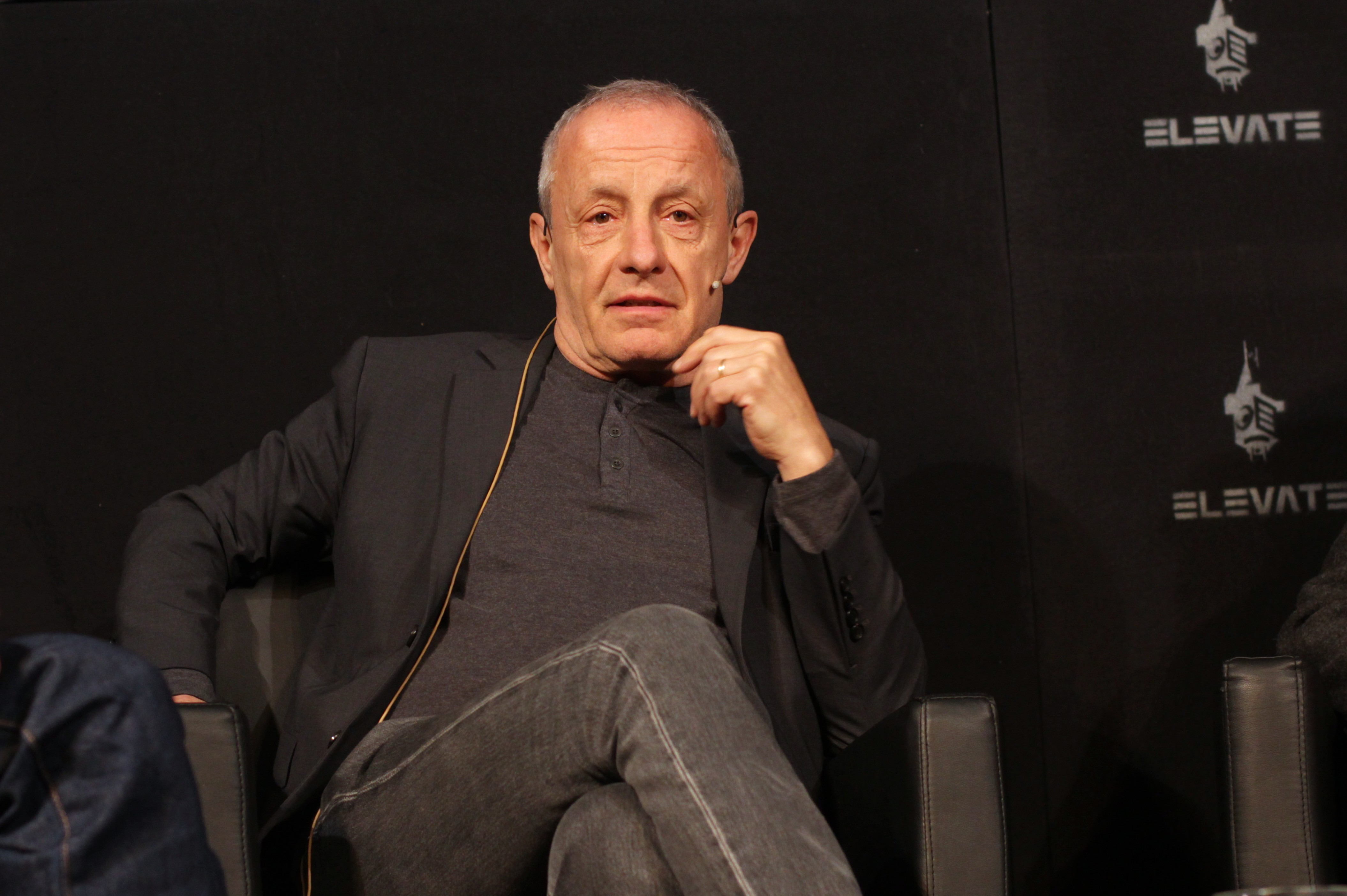
Peter Pilz (* 1954)

- Pilz, Siegfried (1925–2011), deutscher Kunstradfahrer
- Pilz, Siegfried (1931–2004), deutscher Ingenieur, Professor für Steuerungstechnik und Informationsverarbeitung
- Pilz, Sigrid (* 1958), österreichische Politikerin (Die Grünen), Landtagsabgeordnete
- Pilz, Susanne (1862–1937), österreichische Pianistin, Klavierlehrerin und Sängerin
- Pilz, Ulla (* 1967), österreichische Rundfunkjournalistin, Sängerin und Musikvermittlerin
- Pilz, Vincenz (1816–1896), österreichischer Bildhauer
- Pilz, Volker (1940–2024), deutscher Chemieingenieur
- Pilz, Waldemar (1922–2004), deutscher Politiker (SED), MdV, Abteilungsleiter des ZK der SED
- Pilz, Winfried (1940–2019), deutscher römisch-katholischer Priester, Präsident des Kindermissionswerks „Die Sternsinger“ und Liederautor
- Pilz, Wolfgang (1911–1994), deutscher Raketentechniker
- Pilz, Wolfgang (1927–2005), deutscher Zahnarzt
- Pilzer, Andrea (* 1991), italienischer Curler
- Pilzer, Harald (* 1953), deutscher Historiker und Bibliothekar
- Pilzer, Oskar (1882–1939), österreichischer Filmindustrieller